# 杰克·麦克米伦
杰克·麦克米伦（英語：Jack McMillan，2000年1月14日—），英国男子游泳运动员，2017年英联邦青年运动会男子200米自由泳铜牌得主、2024年夏季奥林匹克运动会男子4×200米自由泳接力金牌得主。